# Đường sắt Thái Nguyên – Quảng Ninh
Đường sắt Thái Nguyên – Quảng Ninh là một tuyến đường sắt thuộc Đường sắt Việt Nam. Điểm đầu của nó là ga Thái Nguyên cắt ngang với tuyến đường sắt Hà Nội - Thái Nguyên và điểm cuối là ga Uông Bí thuộc thành phố Uông Bí, Quảng Ninh. Tuyến đường sắt này đi qua các tỉnh: Thái Nguyên, Bắc Giang, Hải Dương và Quảng Ninh.